# Paola Ogechi Egonu
Paola Ogechi Egonu   (Cittadella, 18 de desembre de 1998) és una jugadora de voleibol italiana d’ascendència nigeriana, que ocupa la posició d'oposada atacant. Juga al club de vòlei VakifBank S.K, i és part de la selecció italiana de vòlei, és a dir les 14 millors jugadores d'Itàlia, seleccionades per Davide Mazzanti, un entrenador que la va entrenar al campionat europeu de vòlei femení del 2017 i del 2019.
Al nivell de clubs, va jugar pel Club Itàlia el 2015. Va ser seleccionada per jugar el All-Star d’Itàlia l'any 2017. El 2018 va participar al Montreux Volley Masters, en el FVIB Volleyball World Champioship, i en el FIVB Volleyball Women’s Nations League.

## Biografia i carrera
Paola Egonu va néixer el 1998 a Cittadella, al nord de Pàdua. Amb 15 anys, és a dir el 2013, va ser seleccionada per jugar amb el club Itàlia, un club que selecciona les aspirants més joves amb més futur per jugar a lligues professionals.
El 2015 la van seleccionar per a la selecció nacional femenina d’Itàlia. Allà, el seu equip va aconseguir l'or al Campionat Mundial Sub-18 Femení de Voleibol FIVB 2015, i va ser nomenada MVP del torneig (el premi a la millor jugadora de l’equip), també el bronze al Campionat Mundial Sub-20 de Voleibol Femení FIVB 2015. Amb 17 anys va jugar amb Itàlia als Jocs Olímpics de Rio de Janeiro 2016.
Paola Egonu es va unir al club Igor Gongonzola Novara el 2017, on va ser campiona d’Europa i es va emportar el seu segon premi MVP.
L'any 2019 va passar al club Imoco Volley Conegliano, on va tornar a guanyar el primer lloc a la Copa i Supercopa d’Itàlia, i per tercera vegada es va emportar el premi MVP (com a millor jugadora del torneig).
El 2021, en els Jocs Olímpics d'Estiu de Tòquio, va quedar en la segona posició per sota de Polònia amb una diferència de 2 punts, i per sobre del Japó amb una diferència de 2 punts.

### Llista de clubs en els quals ha jugat
2013 / 2017 - Itàlia Club Itàlia
2017 / 2019 - Itàlia Igor Gorgonzola Novara
2019 / 2022 - Itàlia Imoco Volley Conegliano
2022 - VakıfBank S.K.

## Premis i reconeixements

### Individuals
2015 - Campionat del Món Sub-18 (Millor Atacant externa)
2015 - Campionat del Món Sub-18 (MVP del torneig)
2016 - Classificació Olímpica Europea (Millor Atacant externa)
2016 - Classificacions dels Jocs Olímpics (Millor receptora)
2016/2017 - Sèrie A1 italiana (Millor Anotadora)
2016/2017 - Sèrie A1 italiana (Millor Atacant)
2017/2018 - Copa d’Itàlia (MVP del torneig)
2018 - Montreux Volley Masters (Millor Anotadora)
2018 - Montreux Volley Masters (MVP del torneig)
2018 - Campionat del Món (Millor Anotadora)
2018 - Campionat Mundial (Millor Oposada)
2018/2019 - Champions League (MVP del torneig)
2018/2019 - Sèrie A1 italiana (Millor Anotadora)
2019 - Campionat d'Europa (Millor Anotadora)
2019/2020 - Supercopa d'Itàlia (Millor Anotadora)
2019/2020 - Supercopa d'Itàlia (MVP del torneig)
2019/2020 - Campionat Mundial d'Atacants (Millor Jugadora)
2019/2020 - Campionat Mundial de Clubs (MVP del torneig)
2020/2021 - Copa d'Itàlia (MVP del torneig)
2022 - Lliga de Nacions FIVB (Millor balejadora contraria)
2022 - Lliga de Nacions FIVB (La jugadora més valuósa)
2022 - Els 5 pics més ràpids del voleibol femení va quedar en primera posició amb (112.7 km/h) (Itàlia vs Brasil) [13]

### Clubs
2015 - Or al Campionat Mundial Sub-18 Femení de Voleibol FIVB (nomenada MVP del torneig)
2015 - Bronze al Campionat Mundial Sub-20 de Voleibol Femení FIVB
2017 - Supercopa d’Itàlia
2019 - Copa d’Itàlia
2019 - Campionat mundial de clubs
2019 - Lliga de campions
2019 - Supercopa italiana
2020 - Supercopa italiana

## Les seves vivències
Paola Egonu menciona diverses vegades en entrevistes i altres mitjans de comunicació, els diferents episodis de racisme que ha sofrit, per ser d’ascendència nigeriana. Algunes de les declaracions que ha fet:
‘’Sí, hi ha hagut diversos episodis de racisme, sovint associats a l'ascendència africana. A Treviso, durant el partit, els pares dels oponents van fer un soroll de mico i em van insultar, van cridar que havia de tornar al meu país i van afegir que només podia rentar el pis. Ho van dir amb paraules més vulgars que no pas aquestes.‘’
‘’Hi ha racisme al voleibol i l'esport, però la realitat és diferent: companys i amics formen un grup normal, sigui filla d'immigrants o no. Com nosaltres a la selecció sub-18, és un equip bonic.‘’
‘’A Galliera Veneta més d'una vegada jo era la víctima, juntament amb alguns amics meus per frases racistes pronunciades per una persona “respectable del lloc”. A Treviso, dos anys enrere, en una ocasió per a un torneig amb el Club Itàlia, alguns espectadors m'han fet gestos en al·lusió als micos... No cal dir que estic orgullosa dels meus orígens i educació que va venir i em ve dels meus pares. Soc de l'opinió que la ignorància existeix a tot arreu i que l'esport serveixi per guanyar aquestes batalles: una raó més per continuar entrenant i jugar el millor que pugui''
Pel que ella diu, el racisme és una desigualtat que avui en dia encara és present i només la podem canviar nosaltres. És una base de respecte que hem de tenir com a persones.